# 底特律：變人
《底特律：變人》（又译作、，官方译为）是由Quantic Dream開發並由索尼互動娛樂發行在PlayStation 4平台的冒險遊戲，已於2018年5月25日發售。故事圍繞著3個人形機器人，分別是為了探尋自己新產生的人工意識而逃離雇主的卡菈（Kara），追捕像卡菈那樣的異常仿生人的康納（Connor）和致力解救被奴役的仿生人的馬庫斯（Markus）。玩家所做的決擇會決定3位角色的生死存亡。
《底特律：變人》最初派生於Quantic Dream在2012年發放的影片《卡菈》（Kara），並由瓦莱瑞·卡瑞在該科技演示中飾演卡菈。為了編寫設定，開發團隊曾到美國密西根州的底特律取材。Quantic Dream為遊戲帶來新的引擎和在開始一年半的拍攝和製作動畫的過程前於洛杉磯、倫敦與巴黎選派100多位臨演。而劇本則花費2年時間才寫成。
《底特律：變人》受到了评论家的普遍喜爱，他们称赞了游戏的设定、视觉效果、配音等，但也批评了游戏的运动控制、对历史和议题寓言的处理不当，以及剧情和角色的层面。
2019年3月20日，Quantic Dream宣布原本旗下由PlayStation獨佔的《暴雨殺機》、《超能殺機：兩個靈魂》與《底特律：變人》三款作品，將在Epic Games Store推出PC版并独占一年。并在2019年12月12日正式发行，本游戏与《暴雨》和《超凡双生》在Epic Games商城曾对中国大陆长时间锁区，直到2020年6月解除。2020年5月26日，Quantic Dream宣布《底特律：變人》、《暴雨殺機》、《BEYOND：兩個靈魂》將於6月18日登陸Steam平台，支持繁體中文。截至2025年，该游戏在PlayStation与PC平台的销量已达1,100万份。

## 遊戲玩法

玩家須於危機談判中在一系列會導致可能失敗或完成任務的對話選擇中作出決斷。

《底特律：變人》是一款可固定或控制視角的第三人稱動作冒險遊戲。遊戲有多個可玩的角色，且他們的死不會直接導致遊戲結束，而是會影響後續故事的發展，因此角色死後並不會有「遊戲結束」的訊息。《底特律：變人》的故事會根據玩家的選擇進行分支，而玩家覺得他某些決擇點作出的決定不好的時候，他可以回溯到該點重塑其選擇。有時候，當在規定時間內收集的情報越多時，讓故事向好的方向發展的成功機率便越大。獲取線索可重現已發生的事件或設定偵察的路線，而這可通過用擴增視野分析周遭環境的方式做到。

## 遊戲角色
- 卡菈（Kara，瓦莱瑞·卡瑞飾[17]）AX400型機器人，一位新創造的具有擁有人工意識的人形機器人，她渴望了解如何在人性和鬥爭之中生活，並希望知悉自己在機器人仍然沒有意識自己被用作僕人的世界中的地位[18]。
- 康納（Connor，布萊恩·德查特飾[14]）RK800型機器人 ，一位機器人警察，專門追捕偏離編程行為的機器人[10][12]。
- 馬庫斯（Markus，傑斯·威廉斯飾[19]）RK200型機器人，由模控生命的创始人卡姆斯基亲手打造，世间仅此一台。曾被送给卡姆斯基的好友卡尔当助理，现已成为仿生人的乌托邦“耶利哥”的首領，致力解放機器人奴隸的機器人叛逃者[20]。

## 劇情概要
故事背景設定在2038年，護理仿生人馬庫斯與主人歸家後懷疑有盜賊闖入而報案，在與犯人糾纏中馬庫斯突破了程式限制而變成完全自主的異常仿生人，導致警方到達現場後直接把他擊毀報廢。但不知过了多久，馬庫斯其後在垃圾場被重新啟動，逃走後前往其他異常仿生人用作躲避人類的廢棄貨船耶利哥（Jericho），繼而召集大家為自由和權利而戰。在進行多項抗命運動後，眾人的行動得到媒體的注意，也驅使更多仿生人加入其行列，卻導致聯邦調查局視他們為威脅而向耶利哥發動突襲。視乎玩家決擇，馬庫斯可逃過追殺，並與所有存活的同伴發起最後一場抗爭，其取態可使所有異常仿生人被殺或獲得輿論支持而促使總統展開和平會談。
刑警仿生人康納被製作商模控生命公司（CyberLife）派遣協助底特律警局的副隊長漢克·安德森，調查仿生人出現異常的原因並在事態惡化前加以控制，視乎玩家決擇，兩人會在過程中成為拍擋或決裂。康納在奉命追捕馬庫斯的行動中一度對自己的指令產生疑問，視乎玩家決擇可選擇貫徹執行原有指令或反抗指令成為異常仿生人。康納如選擇前者將會在馬庫斯帶領同伴進行抗爭時執行狙擊任務，並與特警組或漢克進行最後的戰鬥，假如馬庫斯抗爭成功，康納可選擇是否在馬庫斯致辭時把他射殺；如選擇後者，康納將潛入模控生命公司，與另一個敵對的自己進行最後的戰鬥，並使所有仿生人全部異常以壯大馬庫斯勢力。
家務仿生人卡菈在維修完畢後被主人陶德接送回家，當晚為保護陶德女兒愛麗絲免受虐待而成為異常仿生人，與愛麗絲一同逃走並希望前往沒有法例規管仿生人的加拿大，二人在旅途上結識了仿生人盧瑟和得到一位同情仿生人的人類的協助，前往耶利哥以取得護照離境。在耶利哥上，卡菈至此發現愛麗絲与自己一样同是仿生人，用以填補陶德妻女離去後的心靈空虛。不久聯邦調查局向耶利哥發動突襲，玩家的決擇將決定卡菈等人能否成功逃出，以及能否抵達加拿大或逃離仿生人廢棄回收集中營。

## 開發
《底特律：變人》以3千万欧元的预算进行开发。游戏的想法開始於2012年由Quantic Dream發佈的基于PlayStation 3实机运算的技术演示影片《卡菈》（Kara），當時Quantic Dream的創辦人暨編劇大衛·凱奇原本沒有想對影片內的內容作進一步的動作，但在影片發佈後便想把它化作完整的遊戲。他從雷蒙德·库茨魏尔講述人機智能與人工相比較的開發速度的《奇點迫近》中獲得靈感，因此凱奇建議以「機器人如果有了情緒」為中心去編寫劇本。之後開發團隊建議以因經濟衰退而旁道中落但曾對美國工業作出歷史性貢獻的城市——底特律為背景，作出決定後，他們便前往該地進行實地調研、拍照、參觀被遺棄的建築物和與當地市民交流。
2013年底，凱奇宣佈試驗性生產《底特律：變人》，並稱將會以他過去所做的一切（《暴雨殺機》、《超能殺機：兩個靈魂》）為基礎但非常不同的方式製作該遊戲。凱奇未完成的數千頁劇本首先被交到開發團隊的手上，而程序師則設計圖形。為了找到220名臨演，Quantic Dream把搜索版圖延伸至洛杉磯，倫敦和巴黎，找到之後他們被3D掃描，其模型隨後被製成遊戲中的角色，緊隨之後的還有拍攝和製作動畫。一年零六個月後，開發團隊完成所有演員的動作捕捉工作。2016年10月，經過兩年多的寫作後，凱奇也完成了遊戲的劇本，他事後形容這是他生涯中最複雜的工作。另外，凱奇編寫對話選項時用上統計圖表和圖解，以便了解角色們的結局。

## 發行
《底特律：變人》在2015年10月27日首先於巴黎遊戲週的索尼新聞發布會上公佈，之後又分別在2016和2017年的電子娛樂展上披露其遊戲預告片。在E3 2017後，凱奇確認《底特律：變人》將於2018年發行，之后又详细表明会是于第一或第二季度。
2018年3月1日，Quantic Dream确认《底特律：變人》于2018年5月25日发售。

## 評價
| 汇总媒体   | 得分   |
| ---------- | ------ |
| Metacritic | 78/100 |

| 媒体            | 得分   |
| --------------- | ------ |
| Destructoid     | 7/10   |
| 电子游戏月刊    | 8.5/10 |
| Game Informer   | 8/10   |
| Game Revolution | [ 46 ] |
| GamesRadar+     | [ 47 ] |
| GameSpot        | 7/10   |
| IGN             | 8/10   |
| VideoGamer.com  | 4/10   |

《底特律：變人》在發行後取得正面的評價。在Metacritic上，它根據103條評論獲得78/100分，屬「普遍好評」級別。

### 销售
《底特律：變人》释出的当週成功达到英国销售榜首：虽然在当地比起《超能殺機：兩個靈魂》和《暴雨殺機》的销售量要少，但凯奇表示这是工作室最重大的推出。游戏在日本售出了将近4万套，落后于《黑暗靈魂：重制版》。

### 獎項
《底特律：變人》於2016年被提名獲遊戲評論獎的最佳原創遊戲，但最終獲獎的是《地平線 黎明時分》。而在E3 2017上，它則獲得GameSpot的最佳E3獎、被IGN提名為最佳PlayStation 4遊戲和最佳冒險遊戲、Hardcore Gamer的最佳冒險遊戲與提名遊戲評論獎的最佳原創遊戲和最佳動作/冒險遊戲。
| 年份 | 獎項                   | 類別                  | 獲提名                | 結果 | 來源          |
| ---- | ---------------------- | --------------------- | --------------------- | ---- | ------------- |
| 2016 | 遊戲評論家獎           | 最佳原創遊戲          | 《底特律：變人》      | 提名 | [ 54 ] [ 56 ] |
| 2017 | GameSpot最佳E3獎       | 最佳E3獎              | 《底特律：變人》      | 獲獎 | [ 57 ]        |
| 2017 | IGN最佳E3獎            | 最佳PlayStation 4遊戲 | 《底特律：變人》      | 提名 | [ 58 ]        |
| 2017 | IGN最佳E3獎            | 最佳冒險遊戲          | 《底特律：變人》      | 提名 | [ 59 ]        |
| 2017 | Hardcore Gamer最佳E3獎 | 最佳冒險遊戲          | 《底特律：變人》      | 提名 | [ 60 ]        |
| 2017 | Hardcore Gamer最佳E3獎 | 最佳PlayStation 4遊戲 | 《底特律：變人》      | 提名 | [ 63 ]        |
| 2017 | 遊戲評論家獎           | 最佳原創遊戲          | 《底特律：變人》      | 提名 | [ 64 ]        |
| 2017 | 遊戲評論家獎           | 最佳動作/冒險遊戲     | 《底特律：變人》      | 提名 | [ 64 ]        |
| 2018 | 遊戲大獎               | 最佳遊戲指導          | 《底特律：變人》      | 提名 | [ 65 ]        |
| 2018 | 遊戲大獎               | 最佳敘事              | 《底特律：變人》      | 提名 | [ 65 ]        |
| 2018 | 遊戲大獎               | 最佳演出              | 布萊恩·德查特飾演康納 | 提名 | [ 65 ]        |
| 2018 | 金搖桿獎               | 年度PlayStation遊戲   | 《底特律：變人》      | 提名 | [ 66 ] [ 67 ] |
| 2018 | 金搖桿獎               | 最佳配音              | 布萊恩·德查特飾演康納 | 獲獎 | [ 66 ] [ 67 ] |

## 外部連結
- Detroit: Become Human （页面存档备份，存于）
- Detroit: Become Human （页面存档备份，存于） （英文） - 開発元サイト
- YouTube上的Detroit Become Human頻道
- YouTube上的Detroit: Become Human播放列表
- Detroit: Become Human （页面存档备份，存于） - Epic Games Store版
- Detroit: Become Human （页面存档备份，存于） - Steam版